# Дейвид Хокни
Дейвид Хокни (на английски: David Hockney) е английски художник, сценограф и фотограф.
Роден е на 9 юли 1937 година в Брадфорд. През 1962 година завършва Кралския колеж по изкуства в Лондон. Още докато следва става един от основоположниците на поп арт движението във Великобритания. След 1964 година прекарва дълги периоди в Съединените щати и се налага като една от водещите фигури на поп арта.
В началото на XXI век картини на Хокни се продават на рекордни за жив автор цени от десетки милиони долари.
През 2000 г. в сътрудничество с физика Чарлс Фалко, Дейвид Хокни публикува обширна статия за оптическите инструменти, които след края на Средновековието са могли да бъдат използвани за улеснение от художниците. Той представя находките си по телевизията и излага подробно възгледите за съществуване на подобни техники в книга, публикувана следващата година. Идеята буди значителни реакции сред изкуствоведи, историци и по-широката публика, ставайки известна като „теза на Хокни и Фалко“ (Hockney–Falco thesis).
Хокни е открито хомосексуален.

## Галерия
- „BMW Art Car no. 14, 850CSi“, 1995
- Изложба на Дейвид Хокни в Кралската академия в Лондон, 2012
- Изложба на Дейвид Хокни в Гугенхайм Билбао, 2017-2018